# San Antonio Abad (Cartagena)
San Antonio Abad és un districte del municipi espanyol Cartagena. Ell confina amb el districte Cartagena Casco capital del municipi al nord y a l'oest. La seva població és 44.789 en l'any 2016.
Els 44789 habitants viuen a les localitats San Antonio Abad amb 13.450 habitants, Barrio Peral on viuen 15.459 persones, Barrio de La Concepción on resideixen 4984, Urbanización Mediterráneo habitat per 5704 persones, Urbanización Nueva Cartagena on resideixen 3521 persones i Barriada de Villalba amb habitants.